# Dictyonissus nigropilosus
Dictyonissus nigropilosus är en insektsart som beskrevs av Doering 1939. Dictyonissus nigropilosus ingår i släktet Dictyonissus och familjen sköldstritar. Inga underarter finns listade i Catalogue of Life.